# Twinnia tibblesi
Twinnia tibblesi is een muggensoort uit de familie van de kriebelmuggen (Simuliidae). De wetenschappelijke naam van de soort is voor het eerst geldig gepubliceerd in 1955 door Stone and Jamnback.